# اچ‌ام‌اس ویدال
اچ‌ام‌اس ویدال (به انگلیسی: HMS Vidal) یک کشتی بود که طول آن ۲۹۷ فوت (۹۱ متر) بود. این کشتی در سال ۱۹۵۱ ساخته شد.